# Поповская (Кирилловский район)
Поповская — деревня в Кирилловском районе Вологодской области.
Входит в состав Алёшинского сельского поселения, с точки зрения административно-территориального деления — в Алёшинский сельсовет.
Расстояние до районного центра Кириллова по автодороге — 11,7 км, до центра муниципального образования Шиндалово по прямой — 1,5 км. Ближайшие населённые пункты — Сокирино, Леунино, Шаврово, Шиндалово, Кузино, Щетинино, Петряево.
По переписи 2002 года население — 11 человек.